# Цифер, Ричард Станиславович
Ричард Станиславович Цифер (1898 — 1 ноября 1937, Москва) — советский военный деятель, начальник Восточного факультета Военной академии РККА им. М. В. Фрунзе, старший руководитель кафедры в Военной академии Генерального штаба РККА, комбриг.

## Биография
Поляк, член ВКП(б), высшее образование.
Во второй половине 1930-х годов — старший руководитель Академии Генерального штаба РККА.

### Репрессии и реабилитация
Арестован 20 августа 1937. Приговорён ВКВС СССР 1 ноября 1937 по обвинению в участии в контр-революционной террористической организации к высшей мере наказания. Расстрелян в день вынесения обвинительного приговора.
Определением ВКВС СССР от 14 марта 1957 посмертно реабилитирован.
Жена — Ольга Леонидовна Киселёва (1898 г.р.) в декабре 1937 года была осуждена как член семьи изменника Родины к восьми годам лагерей.

### Адрес
Москва, улица Метростроевская, дом 7, квартира 19.

### Звания
- Комбриг.[4]